# Gentileza (banda)
Banda Gentileza é uma banda brasileira que mistura ritmos e gêneros musicais formada em 2005, em Curitiba. Atualmente um quarteto, o grupo lançou seu primeiro álbum em 2009 e o segundo em 2015.

## História
A Banda Gentileza já gravou dois EPs ao vivo pelo projeto a “Grande Garagem que Grava”, um em 2005 e outro 2007. Após os EPs gravaram em 2009 o seu primeiro álbum de estúdio Banda Gentileza, com Plínio Profeta como produtor e letras de Heitor Humberto, vocalista e principal compositor do grupo.
 Já participaram de vários festivais, entre eles o Psicodália 2013, o Lupaluna em 2011 e o Festival Calango em 2010.

A banda teve em 2013 uma canção na trilha sonora da temporada 2013 de Malhação. A mesma canção também está presente na trilha sonora do filme Julio Sumiu de 2014.
 No dia 10 de agosto de 2013 a banda fez um show de lançamento do combo “Quem me Dera” na Sociedade 13 de Maio (Curitiba) com participação especial de alguns convidados, como Rodrigo Lemos (Lemoskine e A Banda Mais Bonita da Cidade), Will Robson (Supercolor) e Tetê Fontoura.

## Integrantes
- Artur Lipori - trompete, guitarra, baixo, kazuo
- Heitor Humberto - voz, guitarra, violino, cavaquinho
- Diego Perin - baixo, concertina
- Tuna Castilho - bateria, percussão
- Jota Borgonhoni - saxofone, teclado
- Lucas Lara - guitarra, violão, viola caipira, backing vocals

Ex-integrantes
- Diogo Fernandes - bateria
- Tetê Fontoura - saxofone, teclado
- Emílio Mercuri - guitarra, violão, viola caipira, ukelele, backing vocals

## Discografia
Álbuns de estúdio
- 2009 - Banda Gentileza
- 2015 - Nem Vamos Tocar Nesse Assunto